# Gepardfell

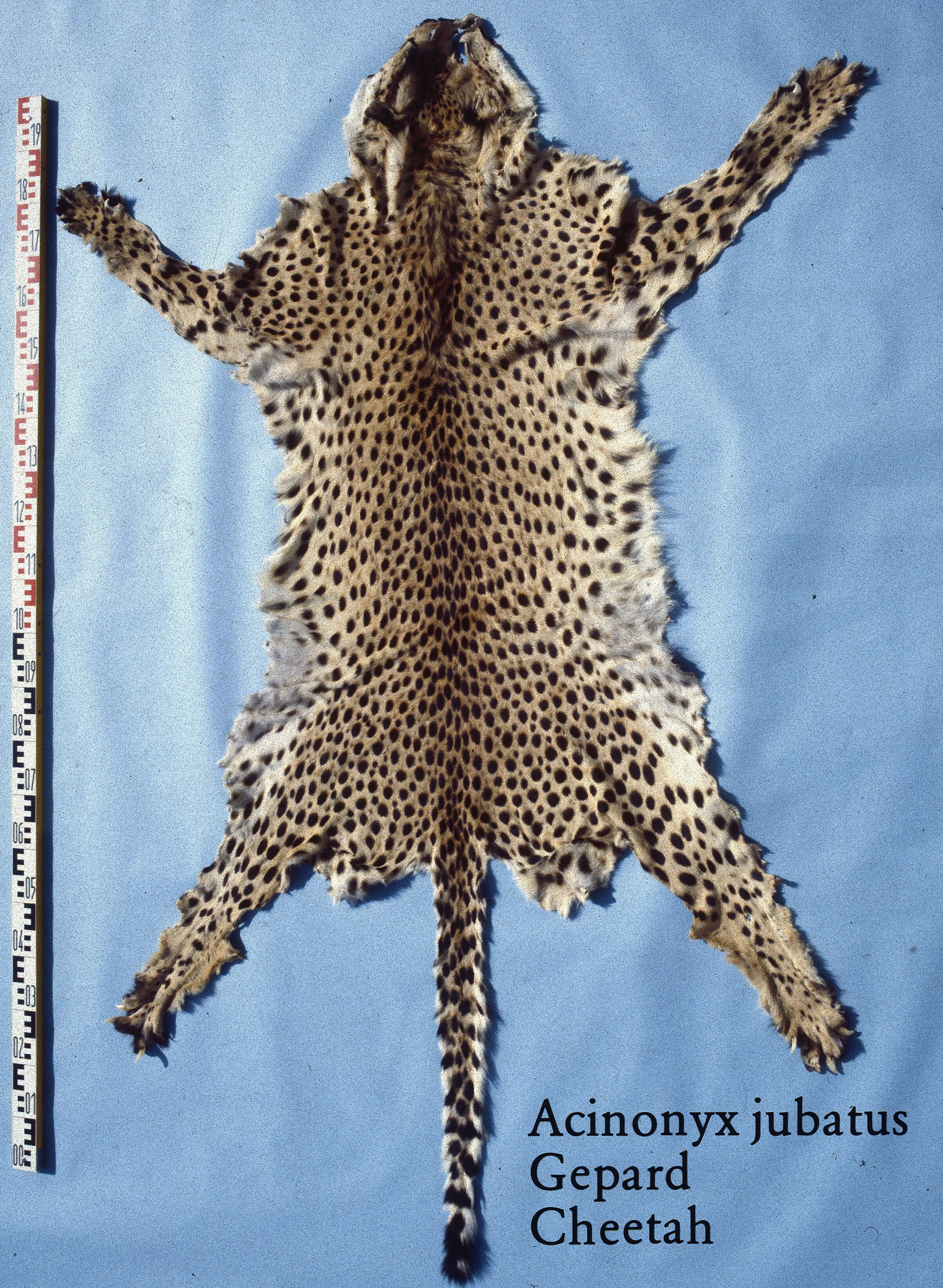
Gepardfell

Als Gepardfell werden die behaarten Häute der Geparde bezeichnet. Anfangs wurden Gepardfelle nur zu Felldecken, Vorlegern und Trophäen verarbeitet, später auch zu Pelzbekleidung. Der Rauchwarenhändler Emil Brass erwähnt in seinem Standardwerk von 1911 noch nichts über die Nutzung des Fells, im Jahr 1925 schreibt er: „Gepardfelle bilden, soweit sie im Handel vorkommen, jetzt ein beliebtes Material zur Anfertigung der Damenmäntel, und werden deshalb auch gut bezahlt, da gerade die Kleinheit der dicht verteilten runden Flecke auf hellerem Grundton sehr hübsche Muster ergibt“. Im Vergleich zum Leoparden wurde es im Allgemeinen weniger verwendet, nur hin und wieder gab es Abbildungen in den Modezeitschriften. Das Interesse der Modebranche an dem weiterhin nur in geringer Stückzahl angelieferten Fell hielt bis zur Verzichtserklärung des Handels an.
1971 empfahl die International Fur Trade Federation ihren Mitgliedern den Handel zu unterlassen, am 3. März 1973 wurde der Gepard in Anhang I der Washingtoner Artenschutzübereinkommens aufgenommen. Es dürfen nur einzelne Jagdtrophäen aus Namibia eingeführt werden, der Handel ist verboten.
- Schutzstatus:

Acinonyx jubatus, geschützt gemäß dem Washingtoner Artenschutzübereinkommen Anhang I; nach der EG-Verordnung 750/2013 Anhang A. Die jährlichen Ausfuhrquoten für lebende Exemplare und Jagdtrophäen sind wie folgt festgesetzt: Botsuana: 5; Namibia: 150; Simbabwe: 50. Streng geschützt nach dem Bundesnaturschutzgesetz.
Detaillierte Schutzdaten: Erstlistung seit dem 20. Juni 1976. Besonders geschützt nach dem Bundesnaturschutzgesetz seit dem 31. August 1980. Höchstschutz seit dem 20. Juni 1976.

## Geschichte
Auf vielen alten Darstellungen des Altertums sind gefleckte Felle als Raumschmuck, vor allem als Körperschmuck oder Bekleidung, oft als Zeichen einer gehobenen gesellschaftlichen Stellung, zu sehen. Häufig sind die Zeichnungen jedoch nicht genau genug, um die Art der dargestellten Fellart erkennen zu können. Oft sehen sie dem einfach getüpfelten Gepardfell gleich. B. Brendjes meint aber beispielsweise zu den Darstellungen in Çatalhöyük (heute Türkei, eine der ältesten uns bekannten Siedlungen, sie bestand bis etwa 6200 v. Chr.), dass es sich wohl stets um das, eigentlich mit Rosettenflecken versehene, Leopardenfell handelt.
1801 wird als Gebrauch für Gepardfelle („Unzenfelle“) „bloß zu Pferdedecken“ genannt. Das Interesse der Modebranche an gemusterten Fellen begann nach 1900. Es war noch nicht lange her, dass man in der westlichen Welt begonnen hatte, Pelz mit dem Haar nach außen zu tragen. Damenjacketts aus Seal und Persianer, meist in schlichtem Schwarz, waren die ersten Materialien. In den wilden 1920er Jahren wurde auch die Kleidung aufregender, und die teilweise wunderbar gezeichneten Arten der Katzenfamilie wurden en vogue, eine Mode die mehr oder weniger stark bis zum Handelsverbot oder zumindest zur Handelsbeschränkung sämtlicher Katzenarten in den 1970/80er Jahren anhielt. Eine der ersten Nutzungen waren Autojacken für die damals noch unbeheizten oder sogar offenen Fahrzeuge. Marie Louise Steinbauer definierte im Jahr 1973 in ihrem Buch „Pelze“ die ideale Trägerin eines Gepardpelzes: Sie ist groß, elegant bis extravagant, sportlich und häufig eine erfolgreiche Unternehmerin.
Mit dem zunehmenden Einkommen nach dem Zweiten Weltkrieg in der Bundesrepublik wuchs auch der Pelzumsatz sehr schnell, Deutschland wurde zum Hauptabnehmer für Pelzwaren. Die Nachfrage nach den gefleckten Katzen war schließlich so groß, dass insbesondere die Großkatzen von der Ausrottung bedroht waren. Seit 1973 ist der Gepard absolut geschützt.

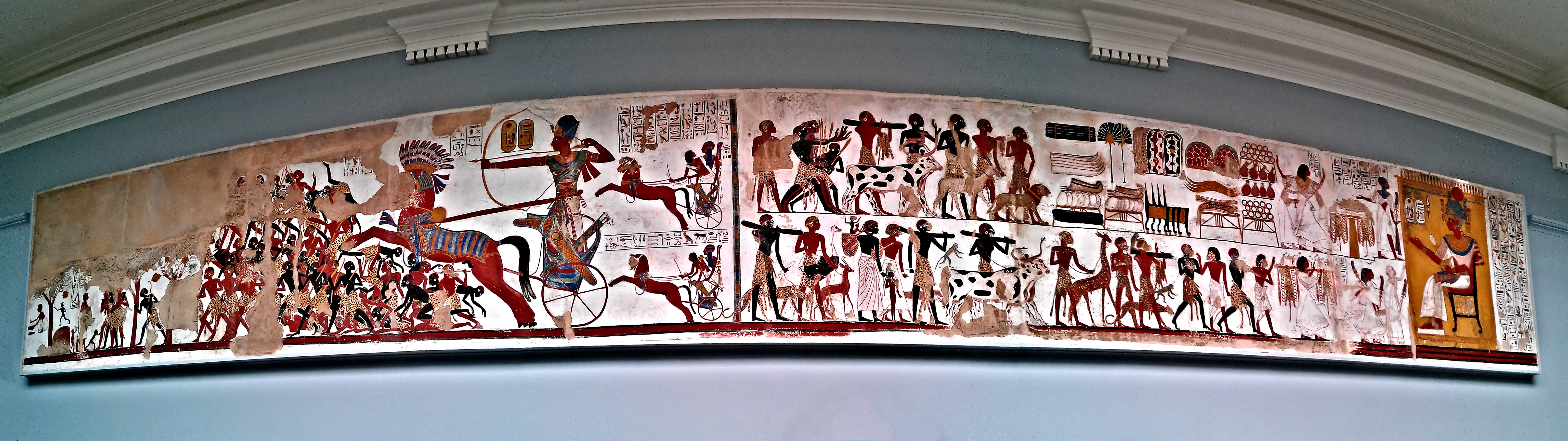
Ägypter mit Schurzen aus Gepard- und Leopardfellen Wandmalerei des Tempels von Beit El-Wali (Gipsabdruck), Ramses II (* um 1303 v. Chr.; † 1213 v. Chr.) in Nubien

## Aussehen, Verbreitungsgebiet

Gepard-Flanken (Ausschnitte)
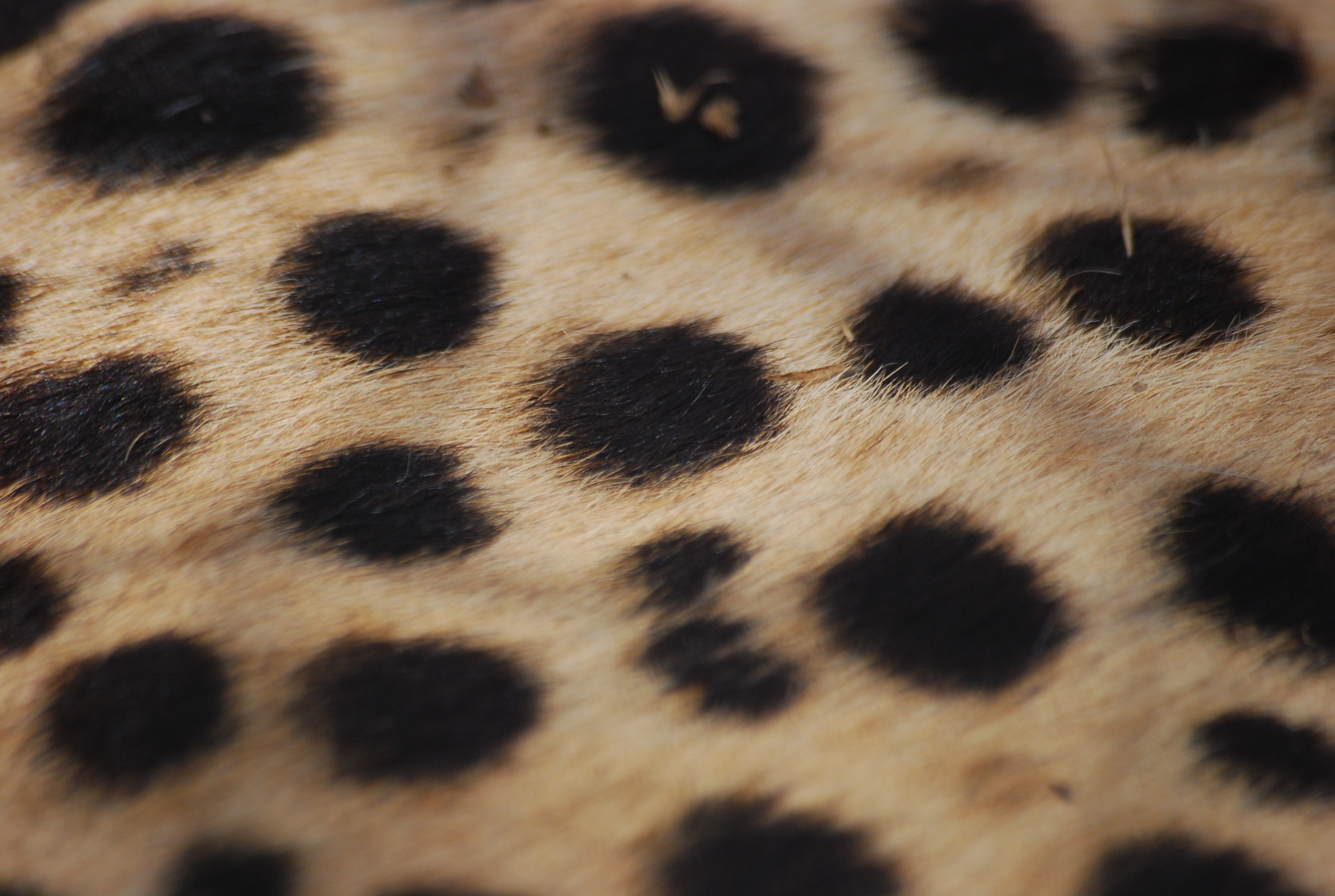
Standardfleckung
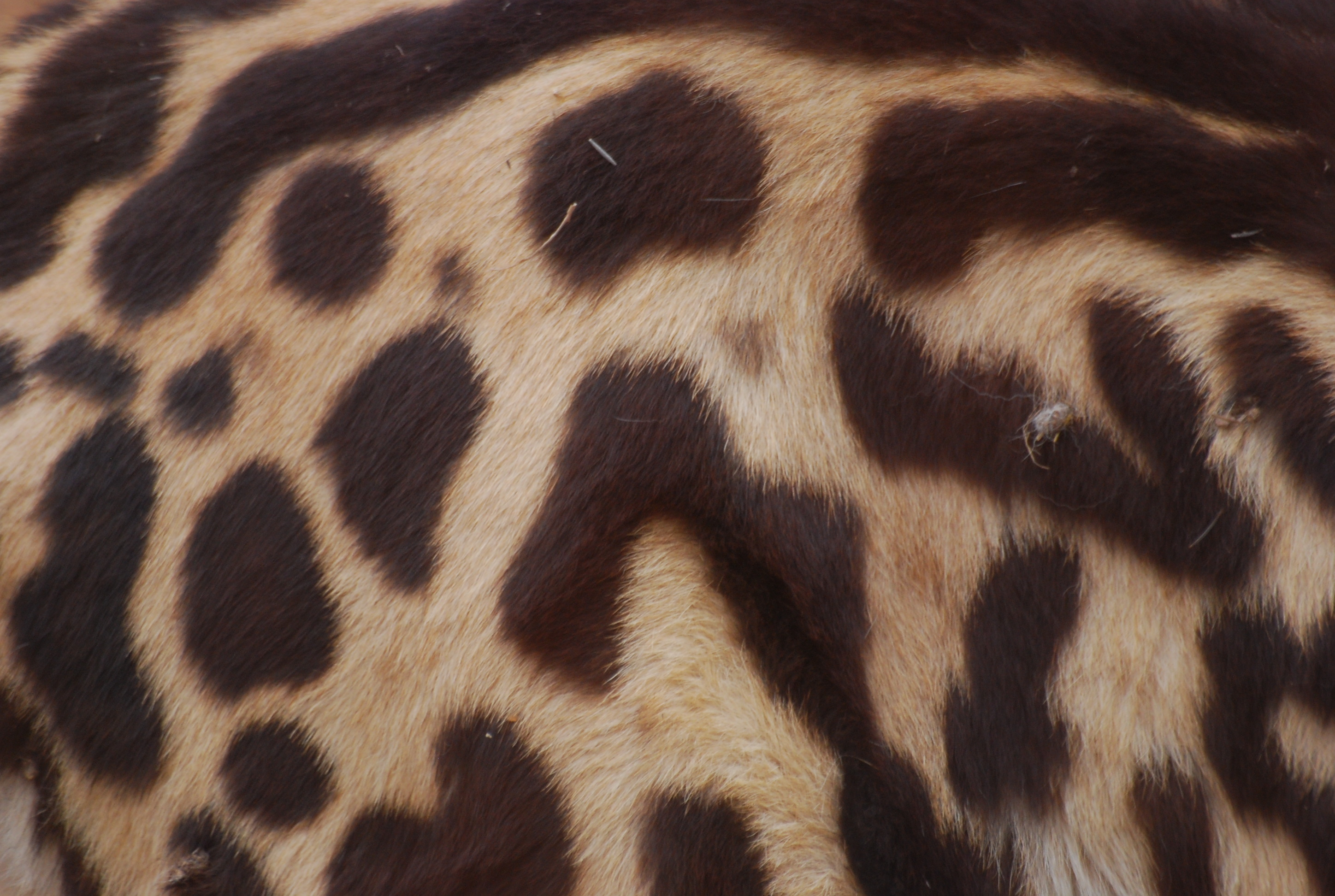
Königsgepard

Die Heimat des Gepards in Asien ist Transkaspien, Indien, Vorderasien und Arabien sowie Afrika, von Algerien bis Süd- und Südwestafrika. Es wurden bisher üblicherweise sechs Unterarten des Gepards unterschieden; fünf in Afrika und eine in Asien.
Das Fell des Gepards hat eine goldgelbe Grundfarbe, wobei die Bauchseite meist sichtlich heller ist. Es ist mit kompakten schwarzen bis bräunlichen Flecken übersät, die deutlich kleiner sind als die eines Leoparden und keine Rosetten bilden. Das Gesicht ist dunkler und ungefleckt, trägt aber zwei schwarze Streifen, die von den Augen zu den Mundwinkeln laufen (Tränenstreifen). Er erreicht eine Kopfrumpflänge von 110 bis 150 Zentimeter, der Schwanz 60 bis 80 Zentimeter, die Gliedmaßen sind lang. Männliche Tiere sind etwas größer als weibliche. Charakteristisch für das Kinderfell sind die am Oberkopf und am Rücken verlängerten Haare, die gesträubt eine auffallende Mähne bilden. Die Rückenmähne geht bis zum Alter von zehn Wochen wieder verloren.
Mit Ausnahme der Nackenhaare ist das Fell kurzhaarig. Auf dem Rücken messen die Deckhaare durchschnittlich 35 Millimeter, am Bauch 115 Millimeter. Die Länge der Wollhaare beträgt am Rücken 25 Millimeter, am Bauch 40 Millimeter. Der Pelz ist glänzend, aber grob und schütter. Auf einem Quadratzentimeter Rückenfläche stehen etwa 2000 Haare, am Bauch sind es nur etwa 600 Haare. Auf ein Grannenhaar kommen 6 beziehungsweise 2,5 Wollhaare. Über den Haarwechsel scheint nichts bekannt. Im Norden des Artareals (Transkaspien) unterscheidet sich das Winterfell in Länge und Dichte deutlich vom Sommerfell.
Asiatischer Gepard
Einst von Nordafrika nördlich der Sahara über Zentralasien bis Indien verbreitet; heute nur noch Iran. Es gibt nach Schätzung der Iranischen Umweltbehörde etwa 60 bis 100 Tiere im Norden des Iran, vor allem im Kawir-Nationalpark, dem Touran-Nationalpark, dem Naybandan-Wildreservat und zwei weiteren Reservaten um die Wüste Dascht-e Kawir. Die zur Jagd abgerichtete, als „Jagdleopard“ bezeichnete Form des asiatischen Gepards hat etwa die Größe eines Leoparden, ist aber viel hochbeiniger und schlanker. Die Ohren sind kurz und rund; das Haar grob, das Nackenhaar ist etwas länger, eine Art kurzer Mähne bildend. Das Bauch ist etwas zottiger. Die Grundfarbe ist gelb, unten heller, überall mit geschlossenen, runden, kleinen, schwarzen Flecken.
Nordwestafrikanischer Gepard
Zu dieser Unterart werden meist alle Geparde des nordwestlichen Afrika gerechnet, bisweilen aber auch nur die westafrikanischen Vorkommen südlich der Sahara. Die Unterart kennzeichnet sich durch ein besonders blasses Fell aus, sie besitzt allerdings die typischen Augenstreifen.
Nordostafrikanischer Gepard
Nordostafrika, zwischen dem Tschadsee und Somalia. Blass gefärbt. In Ägypten scheint die Unterart im Aussterben begriffen zu sein.
Ostafrikanischer GepardÖstliches Afrika. Dieses Gebiet stellt neben dem Südlichen Afrika einen Populationsschwerpunkt dar.
Südafrikanischer Gepard
Südliches Afrika, das die Hochburg der heutigen Gepardpopulation darstellt. Hier befinden sich mehrere Schutzgebiete, die große Populationen beherbergen, darunter der Kgalagadi Transfrontier Park, Chobe, Nxai-Pan, die Reservate im Okavango-Delta, Etosha und Liuwa-Plain.
Königsgepard
Der Königsgepard galt lange ebenfalls als eine Unterart, seine Existenz wurde jedoch bis 1975 angezweifelt. Die Flecken sind bei ihm zu Längsstreifen verschmolzen, zu länglichen oder streifenartigen schwarzen Flächen. Inzwischen steht fest, dass es sich hierbei nicht um eine Unterart, sondern um eine seltene Mutation handelt. In einem Wurf können sich normal gefleckte Geparde zusammen mit Königsgeparden befinden. Königsgeparde sind in ganz Afrika verbreitet, und obwohl sie immer noch große Seltenheit haben, scheint ihre Anzahl in den letzten Jahrzehnten beständig zugenommen zu haben.

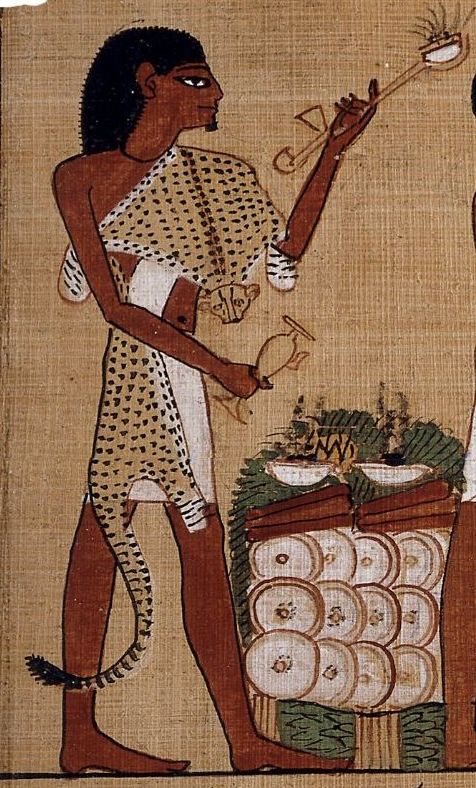
Altägyptische Darstellung eines Priesters mit Gepard- oder Leopardfell
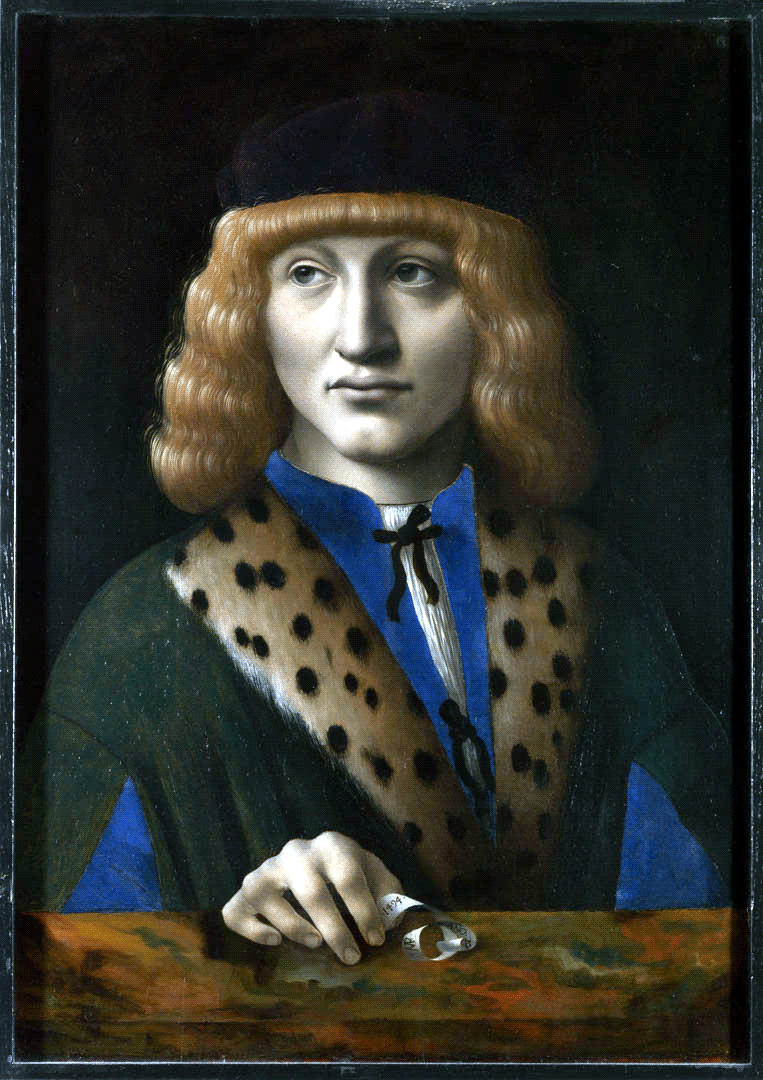
Francesco di Bartolomeo Archinto mit Gepardkragen (1494)
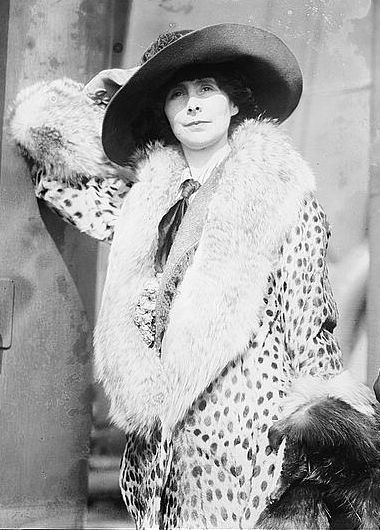
Baronin Meyer, Gepard mit Dachsbesatz (zwischen 1905 und 1910)
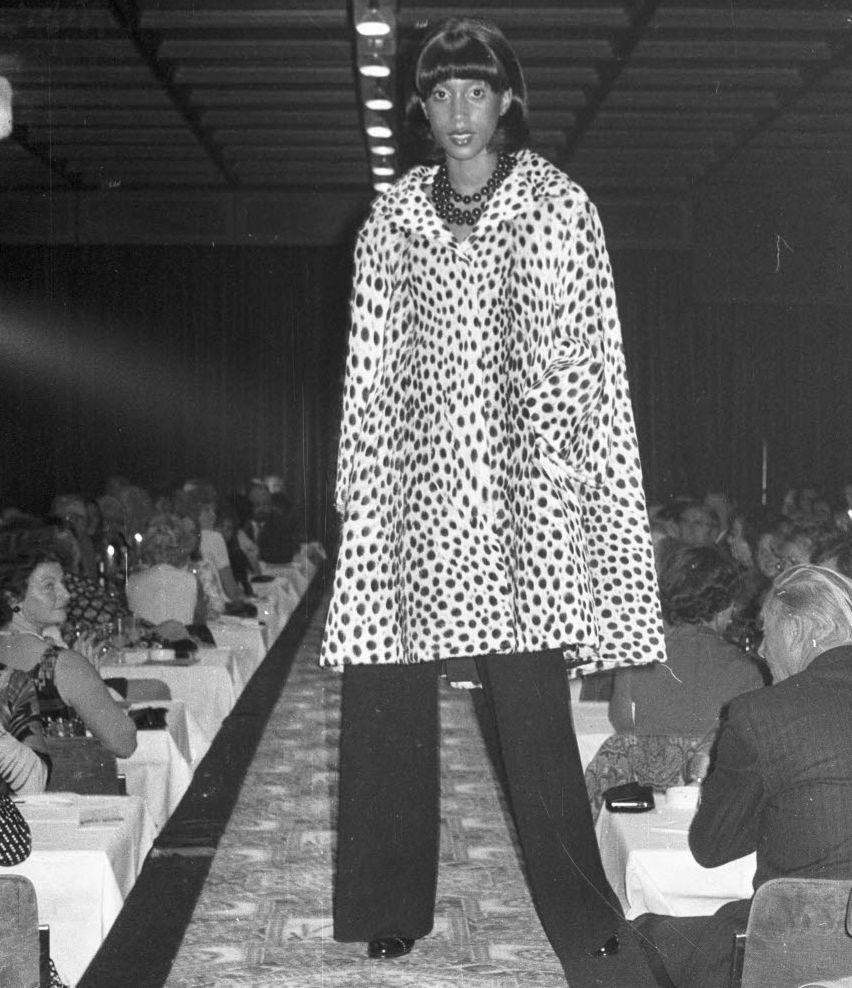
Gepardcape (Firma Thormählen, Kiel, 1973)

## Verarbeitung

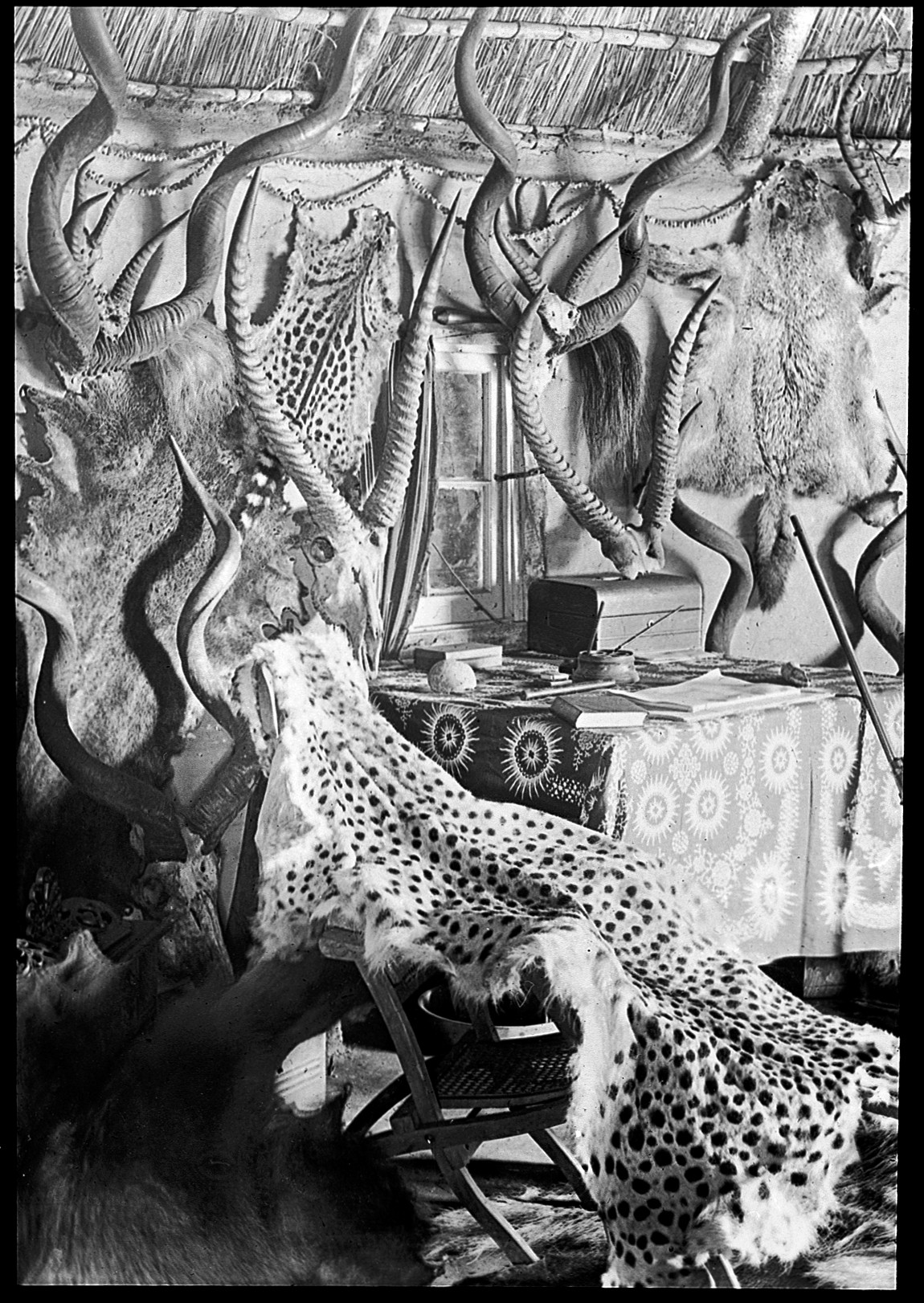
Gepardfell (vorn) in einer Jagdhütte (undatiert)

Die Fellverarbeitung zu Kleidung entspricht der anderer Großkatzen, es war vor allem schwierig, ausreichend viele zueinanderpassende Felle zu sortieren. Da Gepardfelle keine Mantellänge haben, wurden die Pelze häufig mit langhaarigem Fell, vor allem gefärbtem Fuchs rundum verbrämt, oder aber nur an Kragen und Manschetten besetzt und am Mantelsaum verbrämt. Dadurch wurde knappes geflecktes Fell eingespart und das Kleidungsstück verlängert.
Im Jahr 1965 wurde der Fellverbrauch für eine für einen Gepardmantel ausreichende Felltafel mit 4 bis 6 Fellen angegeben (sogenanntes Mantel-„Body“). Zugrunde gelegt wurde eine Tafel mit einer Länge von 112 Zentimetern und einer durchschnittlichen Breite von 150 Zentimetern und einem zusätzlichen Ärmelteil. Das entspricht etwa einem Fellmaterial für einen leicht ausgestellten Mantel der Konfektionsgröße 46 des Jahres 2014. Die Höchst- und Mindest-Fellzahlen können sich durch die unterschiedlichen Größen der Geschlechter der Tiere, die Altersstufen sowie deren Herkunft ergeben. Je nach Pelzart wirken sich die drei Faktoren unterschiedlich stark aus.
Der Haltbarkeitskoeffizient für Kleidung aus Gepardfell wird mit 50 bis 60 Prozent angegeben.
Die Umgestaltungsmöglichkeit getragener Gepardkleidung wird, wie bei den meisten gefleckten Fellarten, als „sehr schwierig“ eingestuft, die Reparaturmöglichkeit als „einfach nur an den Kanten“. Der Unterschied zwischen den einzelnen Fellen und innerhalb eines Fells machte das Hinzusortieren von passendem Material fast unmöglich.

## Veredlung anderer Fellarten mit Gepardmuster
In Zeiten, in den gefleckte Fellarten gefragt waren, aber auch wenn Raubkatzenmuster in der Textilmode aktuell sind, werden von der Pelzveredlungsindustrie vor allem preisgünstige Fellarten entsprechend eingefärbt und bedruckt. Hierfür kommen vor allem Kalbfelle, Zickelfelle, Lammfelle und Kanin infrage. Die korrekte Handelsbezeichnung hierfür ist jeweils Gepardkalb, Gepardzickel, Gepardlamm usw.

## Zahlen, Fakten
In der pelzkundlichen Literatur finden sich, im Gegensatz zu den meisten anderen Fellarten, keine Produktionszahlen für Gepardfelle.
- Vor 1925 kamen nicht häufig Felle in den Handel, der Wert dürfte etwa 50–100 Mk. betragen haben.[2]

## Anmerkung
1. ↑  Die Angabe für ein Body erfolgte nur, um die Fellsorten besser vergleichbar zu machen. Tatsächlich wurden nur für kleine (bis etwa Bisamgröße) sowie für jeweils gängige Fellarten Bodys hergestellt, außerdem für Fellstücken. Folgende Maße für ein Mantelbody wurden zugrunde gelegt: Körper = Höhe 112 cm, Breite unten 160 cm, Breite oben 140 cm, Ärmel = 60 × 140 cm.
2. ↑  Die angegebenen vergleichenden Werte (Koeffizienten) sind das Ergebnis vergleichender Prüfung durch Kürschner und Rauchwarenhändler in Bezug auf den Grad der offenbaren Abnutzung. Die Zahlen sind nicht eindeutig, zu den subjektiven Beobachtungen der Haltbarkeit in der Praxis kommen in jedem Einzelfall Beeinflussungen durch Pelzzurichtung und Pelzveredlung sowie zahlreiche weitere Faktoren hinzu. Eine genauere Angabe könnte nur auf wissenschaftlicher Grundlage ermittelt werden. Die Einteilung erfolgte in Stufen von jeweils zehn Prozent. Die nach praktischer Erfahrung haltbarsten Fellarten wurden auf 100 Prozent gesetzt.

## Belege

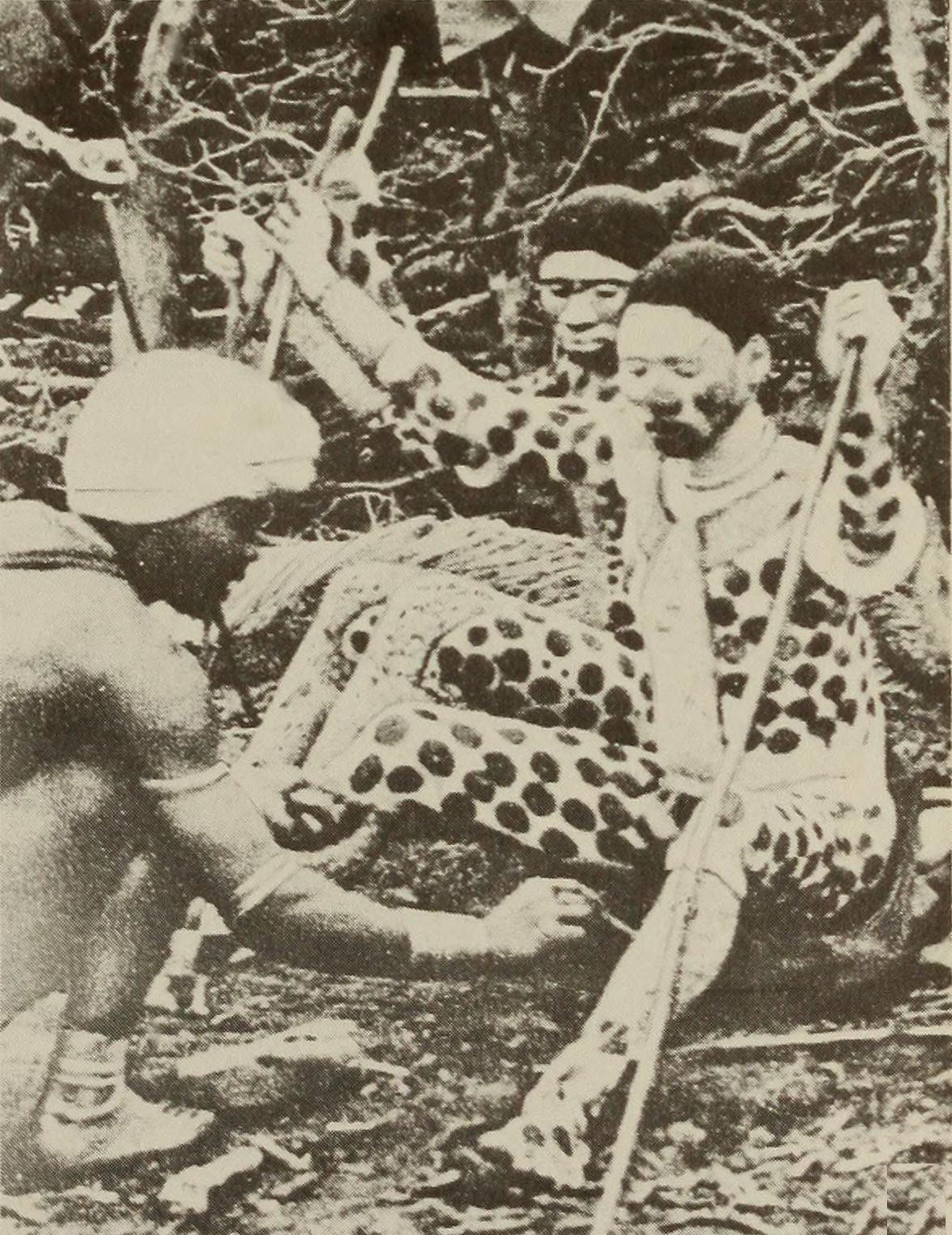
Bemalung eines Hluby-Tänzers mit einem Gepard- oder Leopardmuster (Südafrika, 1930)

1. 1 2  Emil Brass: Aus dem Reiche der Pelze. 1. Auflage, Verlag der „Neuen Pelzwaren-Zeitung und Kürschner-Zeitung“, Berlin 1911, S. 422–423 (für Cynaelurus jubatus).
2. 1 2  Emil Brass: Aus dem Reiche der Pelze. 2. verbesserte Auflage, Verlag der „Neuen Pelzwaren-Zeitung und Kürschner-Zeitung“, Berlin 1925, S. 508–510.
3. ↑  Fritz Schmidt: Das Buch von den Pelztieren und Pelzen. F. C. Mayer Verlag, München 1970, S. 159–160.
4. 1 2  Christian Franke/Johanna Kroll: Jury Fränkel´s Rauchwaren-Handbuch 1988/89. 10. überarbeitete und ergänzte Neuauflage, Rifra-Verlag Murrhardt, S. 97.
5. ↑  Wisia-online Bundesamt für Naturschutz. Zuletzt abgerufen am 1. Januar 2015.
6. ↑  B. Brentjes: Das Leopardenfell im Alten Orient. In: Das Pelzgewerbe Jg. XVI/Neue Folge, 1965 Nr. 6, S. 247.
7. ↑  Paul Schöps: Fellwerk der Großkatzen. Primärquelle G. H. Buse: Das Ganze der Handlung... Des ersten Theiles vierter Band, Kapitel VIII, Waarenkunde für Pelz- oder Rauchhändler. S. 3–142, Henningsche Buchhandlung, Erfurt 1801.
8. 1 2  Paul Schöps: Fellwerk der Großkatzen. In: Das Pelzgewerbe Neue Folge Jg. XXI Nr. 2, Hermelin-Verlag Dr. Paul Schöps, Berlin u. a., S. 3–27.
9. ↑  Marie Louise Steinbauer, Rudolf Kinzel: Marie Louise Pelze. Steinbock Verlag, Hannover 1973, S. 156–165.
10. 1 2 3  Heinrich Dathe, Paul Schöps, unter Mitarbeit von 11 Fachwissenschaftlern: Pelztieratlas. VEB Gustav Fischer Verlag Jena, 1986, S. 224–226.
11. ↑  Wildlife Conservation Society: Rare Cheetahs Get Big-Cat Bling (Memento vom 17. März 2007 im Internet Archive)
12. ↑  Acinonyx jubatus ssp. hecki in der Roten Liste gefährdeter Arten der IUCN 2012. Eingestellt von: Belbachir, F., 2008. Abgerufen am 10. Oktober 2012.
13. ↑  M. E. Sunquist, F. C. Sunquist: Family Felidae (Cats); in: Don E. Wilson, Russell A. Mittermeier (Hrsg.): Handbook of the Mammals of the World, Band 1: Carnivores; Lynx Edicions, 2009; ISBN 978-84-96553-49-1; S. 155 f.
14. 1 2 3  Acinonyx jubatus in der Roten Liste gefährdeter Arten der IUCN 2012. Eingestellt von: Durant, S., Marker, L., Purchase, N., Belbachir, F., Hunter, L., Packer, C., Breitenmoser-Wursten, C., Sogbohossou, E. & Bauer, H., 2008. Abgerufen am 10. Oktober 2012.
15. 1 2 3  David G. Kaplan: World of Furs. Fairchield Publications. Inc., New York 1974, S. 138, 160 (englisch).
16. ↑  Paul Schöps u. a.: Der Materialbedarf für Pelzbekleidung. In: Das Pelzgewerbe Jg. XVI / Neue Folge 1965 Nr. 1, Hermelin-Verlag Dr. Paul Schöps, Berlin u. a., S. 7–12.
17. ↑  Paul Schöps; H. Brauckhoff, Stuttgart; K. Häse, Leipzig, Richard König, Frankfurt/Main; W. Straube-Daiber, Stuttgart: Die Haltbarkeitskoeffizienten der Pelzfelle. In: Das Pelzgewerbe, Jahrgang XV, Neue Folge, 1964, Nr. 2, Hermelin Verlag Dr. Paul Schöps, Berlin, Frankfurt/Main, Leipzig, Wien, S. 56–58.